# 小林亮太 (ラグビー選手)
小林 亮太（こばやし りょうた、1991年6月11日 - ）は、日本のラグビーユニオン選手。

## 略歴
奈良県出身。ラグビーを始めたきっかけは小学校の担任の先生に誘われたことから。
天理高校時代、高校日本代表候補に選ばれた。
2010年、近畿大学に入る。U20日本代表候補にも選出された。
2014年、Honda Heat(現・三重ホンダヒート)に加入。同年9月28日に行われたトップウェストA第2節の大阪府警察戦にて先発出場で公式戦初出場を果たす。
2025年5月、11シーズン在籍した三重ホンダヒートからの退団が発表された。